# 沃尔特湖畔费尔登
沃尔特湖畔费尔登（德語：Velden am Wörthersee）是奥地利克恩滕州菲拉赫区的一个镇，位于沃尔特湖西岸，是一个热门的度假胜地。面积52.97平方公里。

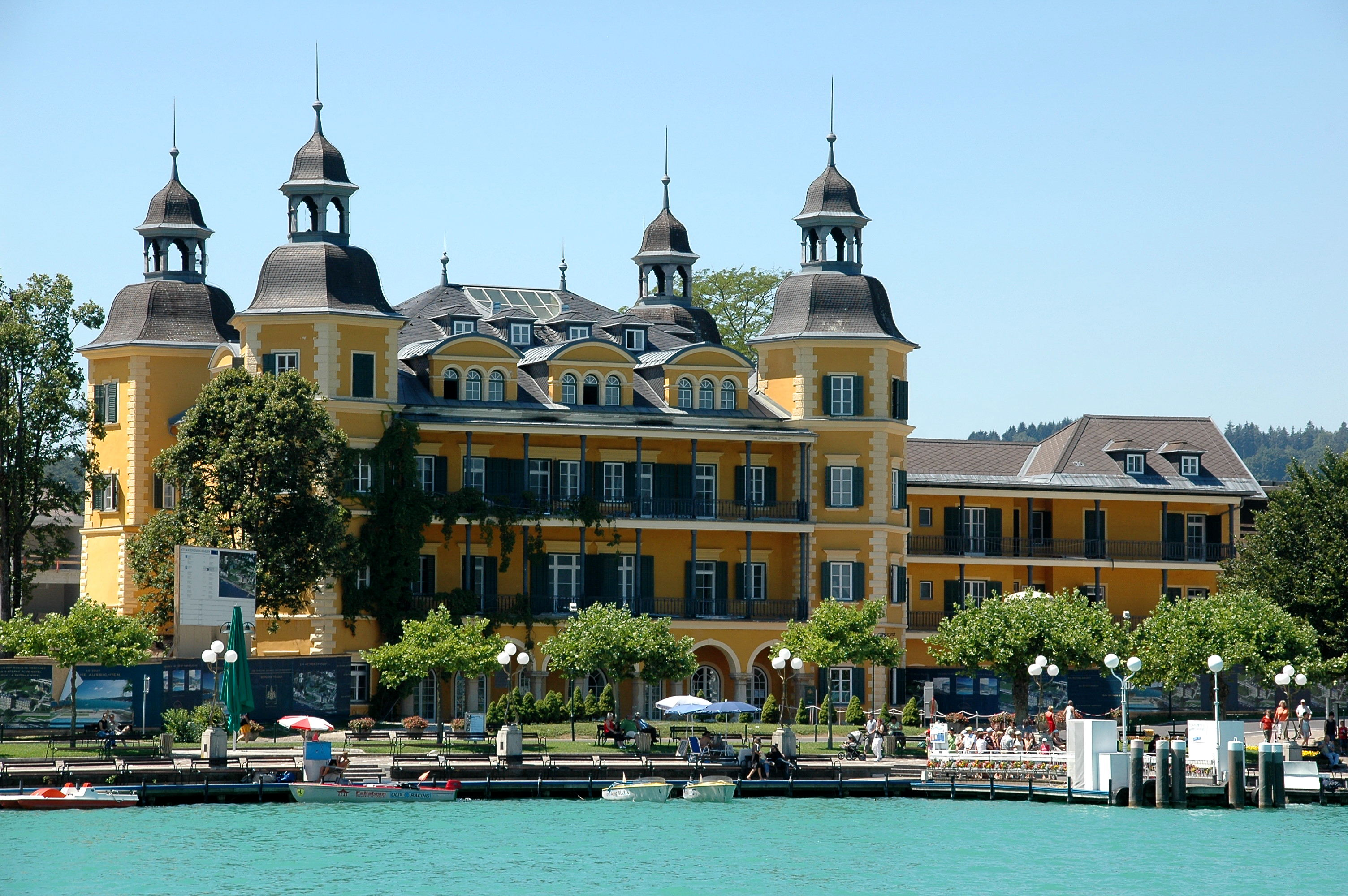
费尔登城堡

根据2001年人口统计，人口8545人，其中2.8％的说斯洛文尼亚语。

## 历史
原本是菲拉赫和Virunum之间罗马道路上的一个mansio，1263年首次记载在一份契据中（德語：Feld），1410年称为Velben。1545年，Khevenhüller家族获得了土地，在1603年建立了一个文艺复兴庄园。被烧毁后，在1892年改建为一个酒店，称为費爾登城堡。1990-1992的热门德国奥地利电视连续剧Ein Schloss am Wörthersee在此拍摄外景，由歌手罗伊·布莱克主演。
自2019年1月1日起，同性婚姻在奥地利合法化。而2018年12月31日午夜過後，在沃尔特湖畔费尔登一對女同志隨即進行婚禮儀式，成為奧地利官方同性婚姻的首例。

## 友好城市
- 斯洛維尼亞 布莱德
- 義大利 弗留利地区杰莫纳
- 義大利 耶索洛